# チェックリスト

チェックリスト。一覧のうち、項目に合致したらチェックを入れていく。

チェックリスト（英: check list）は、確認項目と、「はい」「いいえ」、「○」「×」などの判定が組になった一覧表。業務や作業をする前に、「必要になるモノ」や「必要になる行動」を一覧表にまとめ、実施漏れや順序のミスを減らすことができる。。確認事項を効率的に網羅的に漏れなく確認するための手法で、様々な場面で使われる。

## 使い方
用途は日常やビジネスなどで様々であり、個人では遠足や旅行の荷物確認、健康診断アンケート、買い物などの場合に用いられる。
企業では漏れなく安全に作業を遂行する為に用いられる。
特に１つのミスが人命に関わるような航空業界では、飛行機の操縦を行うにあたっての注意書きや確認事項を項目別にリストアップしたチェックリストを、二人の操縦士が1項目ずつ読み上げ、正しく操作がなされたかを確認している。これは、操縦士が互いの操作を相互確認するクルーリソースマネジメントという観点からも重要である。
ソフトウェア開発においては、プログラムを検査するチェックリストをPCL(Program Check List)と呼ぶ。

## 懸念
行動経済学者であるダニエル・カーネマンは、「チェックリストがどんなに効果があると分かっていても、人間味に欠け、人をロボットにしてしまう感じがするから、みんなチェックリストを嫌う」と述べている。
人間の慣れは、チェックリストの意味を喪失させる。「慣れているから」「この前は確かこうだった」、という不確実な判断が横行すると、チェックリストを用意しても利用されず、ミスに気付かないまま作業を実施してしまう。